# Suka Off
Grupa artystyczna Suka Off z Katowic została założona w 1995 roku przez Piotra Węgrzyńskiego. Prezentowała na festiwalach w kraju i za granicą przedstawienia na pograniczu teatru i sztuki performance.
Mieści się w nurcie body art, głównym tematem jest tożsamość płci we współczesnej kulturze.
Performance „Clone Factory” (2005) spowodował falę oskarżeń grupy o szerzenie pornografii. Zgłoszenie zespołu do Łódzkich Spotkań Teatralnych, na których grupa wcześniej zdobyła główną nagrodę, zostało odrzucone. Od tej pory grupa koncentruje się na występach zagranicznych.